# Pokemon Snap Station
La estación de foto de Pokémon Snap (Pokemon snap station) fue una campaña de marketing de Nintendo en el que los propietarios de un cartucho de Pokémon Snap o Pokémon Stadium podrían traer una tarjeta de memoria con los datos del juego en él a una tienda al por menor e imprimir una hoja de 16 etiquetas engomadas que ofrecen las fotos que había tomado en el juego. Nintendo se asoció con Blockbuster en Estados Unidos, Lawson en Japón, y Toys "R" Us y Myer en Australia para la promoción.
Esta estación era un kiosco que se encontraba en la mayoría de tiendas Blockbuster video que permitía a los jugadores imprimir sus fotos tomadas de Pokémon Snap y Pokémon Stadium a través de la opción de impresión que se encontraba en la galería fotográfica del juego.
Fue una versión modificada del nintendo 64 en un kiosco con una ranura adicional para el cartucho del jugador, así como una impresora y una ranura para tarjeta inteligente la cual debía comprar el jugador para poder imprimir las fotos, estas serían 4 conjuntos de cuatro fotos del carácter seleccionado como pegatinas a todo color del tamaño de un sello de correos.
El costo era de $ 3 una hoja lo que probablemente llevó a este proyecto a su desaparición después de un breve periodo de tiempo.
Este proyecto fue presentado en noviembre de 1999 en Estados Unidos y duró alrededor de un año.